# Maladera kreyenbergi
Maladera kreyenbergi är en skalbaggsart som beskrevs av Moser 1918. Maladera kreyenbergi ingår i släktet Maladera och familjen Melolonthidae. Inga underarter finns listade i Catalogue of Life.